# Генк Бломвліт
Генк Бломвліт (нід. Henk Blomvliet, 24 лютого 1911, Амстердам — 14 березня 1980, Амстердам) — нідерландський футболіст, що грав на позиції захисника. Виступав, зокрема, за клуб «Аякс», а також національну збірну Нідерландів.
Молодший брат бейсболіста Яна Бломвліта.

## Клубна кар'єра
Генку Бломвліту було 13 років коли він потрапив в амстердамський «Аякс». Дебют Генка відбувся 18 вересня 1932 року в матчі 1-туру чемпіонату проти клубу ДФК. Оновлений «Аякс» мав в своєму складі відразу чотирьох нових гравців: Бломвліта, Дона, Губура і Аудендейка. Пропустивши в першому таймі, амстердамці звели матч внічию завдяки голу Юрріанса.
Спочатку Генк гра на позиції нападника, але практично через рік Бломвліт втратив місце в основному складі. Лише в сезоні 1935/36 Генк зміг повернути собі місце в основному складі «Аяксі», але цього разу на позиції захисника. Завдяки своїй універсальності Бломвліт міг зіграти на будь-якій позиції, в 30-і роки Генк зіграв 149 матчів за «Аякс».
Футбольна кар'єра Бломвліта закінчилася з початком Другої світової війни. Генк у роки війни служив у Німеччині. До кінця війни Бломвліту було вже 34 роки і він не знаходився у відмінній формі, проте Генк повернувся в футбол і відіграв сезон 1946/1947 за «Аякс». Всього у складі «Аякса» Бломвліт провів 149 матчів і забив 42 м'ячі, свою останню гру за амстердамський клуб Генк провів 21 червня 1947 року проти клубу «Блау-Віт».
У 1953 році Генк Бломвліт отримав звання почесного члена клубу «За заслуги» з нагоди 50-ї річниці «Аякса»
Помер 14 березня 1980 року на 70-му році життя.

## Виступи за збірну
У національній збірній Нідерландів Генк дебютував 26 лютого 1932 року в матчі проти збірної Угорщини, який завершився перемогою нідерландців з рахунком 3: 2. Свій другий та останній матч за збірну Бломвліт провів 19 березня 1932 проти збірної Бельгії, який завершився з рахунком 5:4 на користь бельгійців.

## Статистика виступів

### Статистика виступів за збірну
| Дата      | Місто     | Господарі  | Результат | Гості      | Турнір           | Голи | Примітки |
| --------- | --------- | ---------- | --------- | ---------- | ---------------- | ---- | -------- |
| 26-2-1939 | Роттердам | Нідерланди | 3 – 2     | Угорщина   | товариський матч | -    |          |
| 19-3-1939 | Антверпен | Бельгія    | 5 – 4     | Нідерланди | товариський матч | -    |          |
| Усього    |           | Матчів     | 2         |            | Голів            | 0    |          |

## Досягнення
- Ередивізі
  -  Чемпіон (4): 1934, 1937, 1939, 1947